# 阿德里安·梅熱耶夫斯基
阿德里安·梅熱耶夫斯基（波蘭語：Adrian Mierzejewski，發音：[ˈadrjan mjɛʐɛˈjɛfskʲi]；1986年11月6日—）是一位波蘭足球運動員，場上司职中場，現被中超球隊重庆当代力帆租借效力于上海申花，并代表波兰国家队參加国际比賽。

## 榮譽

### 俱樂部
雪梨
- 澳大利亞職業足球聯賽冠軍：2017–18賽季
- 澳洲足總盃冠軍：2017年

### 個人
- 馬克·維杜卡獎章：2017年
- 約翰尼·沃倫獎章：2017–18賽季

## 外部連結
- Soccerway資料庫：阿德里安·梅熱耶夫斯基